# Ferdinand Himpele
Ferdinand Jakob Himpele (* 21. August 1912 in Straßburg im Elsaß; † 25. Juli 1970 in Bonn) war ein deutscher Journalist und Zeitungswissenschaftler. Von 1954 bis 1956 war er der Vorsitzende der Bundespressekonferenz.

## Werdegang
Himpele schrieb seine Dissertation 1936 über Die Satire im Elsass unter besonderer Berücksichtigung der politischen Satire (1907-1935). Er war von 1948 bis 1949 Mitglied der Frankfurter Pressekonferenz und von 1954 bis 1956 der sechste Vorsitzende der Bundespressekonferenz. Himpele war ferner als Wirtschaftsjournalist für die Hamburger Allgemeine Zeitung, den Mannheimer Morgen und die Frankfurter Allgemeine Zeitung tätig.

## Veröffentlichungen
- Die Satire im Elsass, Himpele, Ferdinand - Würzburg : Triltsch, 1938